# Eternal Champions
Eternal Champions è un videogioco del genere picchiaduro sviluppato e pubblicato da SEGA nel 1993 per Sega Mega Drive.
Considerato la risposta della SEGA a Street Fighter II, il videogioco ha ricevuto un sequel e due spin-off. Eternal Champions è stato convertito nel 2007 per Wii e distribuito su Steam a partire dal settembre 2010.

## Trama
Un essere onnisciente noto semplicemente con il nome di "Eternal Champions" prevede che l'umanità presto scomparirà dall'esistenza a causa della morte prematura e ingiusta di individui chiave nel corso della storia che erano destinati alla grandezza. Cercando di ristabilire l'equilibrio nel mondo, l'Eternal Champion raccoglie queste anime in momenti prima della loro morte. Il Campione ha solo il potere sufficiente per ridare vita a uno di questi individui, quindi organizza e tiene un torneo di combattimento tra di loro, in cui il vincitore sarà in grado di riconquistare la loro vita e cambiare il loro destino portando equilibrio nell'universo, mentre i perdenti saranno costretti a "vivere" la loro morte proprio come la storia intendeva.
A differenza della maggior parte dei giochi di combattimento o dei videogiochi in generale, in questo gioco non ci sono personaggi "cattivi". Ogni personaggio è stato scelto perché è intrinsecamente buono o ha il potenziale per fare del bene e cambiare in meglio il corso della storia. Nonostante la capacità di uccidere gli avversari in questo gioco, non è rilevante per la storia. Proprio come giochi come Mortal Kombat (che ha aperto la strada alle mosse finali nei giochi di combattimento), gli "Overkills " del gioco non sono canonici e sono semplicemente un elemento di gioco per il divertimento del giocatore. In alcuni finali dei personaggi viene effettivamente rivelato che alcuni combattenti sono diventati alleati o amici nel corso del torneo.

## Modalità di gioco
Il gioco seguiva il tipico pad/stick direzionale a otto direzioni con layout a sei pulsanti comune alla maggior parte dei giochi di combattimento dell'epoca (tipo Street Fighter II). Poiché il controller standard Mega Drive/Genesis ha solo tre pulsanti di azione, i giocatori dovrebbero acquistare un controller a sei pulsanti o Sega Activator, oppure usa il pulsante di avvio per alternare i pulsanti di azione tra pugni e calci. Il joystick o il D-pad viene utilizzato per allontanarsi, avvicinarsi, saltare e accovacciarsi. Ci sono tre pugni e tre calci che variano in base alla velocità e alla potenza. I pugni e i calci più deboli sono veloci ma infliggono danni minimi, gli attacchi medi sono un mix equilibrato di velocità di recupero e danno e gli attacchi forti sono i più potenti ma si riprendono più lentamente. Gli attacchi possono essere bloccati premendo lontano (per attacchi alti) o giù e lontano (per attacchi bassi). Le prese vengono eseguite stando vicino a un avversario e premendo verso o lontano e usando il pulsante di pugno medio o forte. Questi attacchi non possono essere bloccati o sfuggiti.
Ogni personaggio ha i propri attacchi speciali unici che vengono eseguiti in modo diverso da quelli degli altri personaggi. Se un personaggio viene colpito più volte di seguito, diventa "stordito" e il suo avversario può sferrare un attacco gratuito. In Eternal Champions , tutti i comandi di movimento speciali vengono eseguiti premendo più pulsanti insieme o tenendo premuto o premuto per caricare e quindi premendo verso o verso l'alto insieme a un pulsante. Non ci sono movimenti di rotolamento in questo gioco e una determinata mossa speciale può essere eseguita solo con un pulsante specifico.
Come visto in Art of Fighting pubblicato l'anno precedente, Eternal Champions ha un "misuratore di attacco speciale" che diminuisce ogni volta che un personaggio esegue una mossa speciale come un proiettile; diversi attacchi speciali riducono il misuratore di quantità diverse e ciascuno dei personaggi ha una mossa di provocazione che riduce anche il misuratore di attacco speciale dell'avversario. I personaggi possono ritirarsi in un guscio difensivo per ricaricare il loro contatore. In modalità torneo (la principale modalità giocatore singolo), l'avversario computer può eseguire mosse speciali anche dopo che il suo contatore ha raggiunto lo zero. Il gioco introduce mosse finali specifiche per livello chiamate Overkill. Questi vengono eseguiti sconfiggendo un avversario in modo che cadano su una certa area di terreno. Se atterrano nel punto giusto, le barre della vita scompaiono e qualche elemento dello sfondo li uccide.

### Combattenti
Il gioco presenta in tutto nove personaggi giocabili, ognuno con attacchi e stili di combattimento unici. Superare la modalità arcade con qualsiasi personaggio rivela un epilogo che descrive in dettaglio come il vincitore è riuscito a evitare la propria morte originale e poi ha continuato a fare un cambiamento positivo nella sua epoca.
I combattenti sono:
- Blade – Jonathan Blade è un cacciatore di taglie siriano del 2030 d.C. Fu assunto dal governo per aiutarli a rintracciare un terrorista che aveva rubato un virus letale. Blade stava per catturarlo quando gli agenti delle forze speciali hanno aperto il fuoco su entrambi, facendo cadere accidentalmente la fiala del terrorista e rilasciare il virus.
- Jetta - Jetta Maxx è una donna membro dell'aristocrazia russa dal 1899 d.C. Lavorava sotto copertura come acrobata di un circo al momento della sua morte. Una rivoluzionaria pugile ha manomesso la sua attrezzatura per funamboli prima di un grande spettacolo in Cina. È caduta morendo davanti alla folla dal vivo. Quando la sua vera identità è stata rivelata, ha accresciuto le tensioni tra le due nazioni.
- Larcen – Larcen Tyler è un ex ladro acrobata della Chicago degli anni '20. Faceva lavori per un boss della criminalità locale. È stato assunto per piazzare prove nella stanza d'ospedale di un leader mafioso rivale. Fu solo quando arrivò sul posto che scoprì che il suo vero obiettivo era il capo della polizia, e la "prova" era in realtà una bomba. Larcen è rimasto ucciso nell'esplosione che ha distrutto gran parte dell'ospedale.
- Midknight – Midknight è un mutante simile a un vampiro che si nascose in Vietnam. Nella sua vita precedente, era il noto biochimico britannico Mitchell Middleton Knight. È stato ingaggiato dalle forze statunitensi per aumentare le scorte d'acqua durante la guerra del Vietnam nel 1967. È stato esposto alla sostanza chimica ed è stato mutato come ogni altra vittima. È stato ucciso da un cacciatore di vampiri assunto dal governo prima che potesse creare una cura.
- R.A.X. – R.A.X. Coswell è un cyber-kickboxer americano del 2345 d.C. Il suo allenatore ha programmato un virus nel suo software per esoscheletri RAX per assicurarsi che perdesse una partita importante. Coswell è morto durante la partita di conseguenza.
- Shadow – Shadow Yamato è un'assassina ninja del Giappone moderno (1993 d.C.). È stata buttata giù dalla cima del grattacielo del suo datore di lavoro prima che potesse esporre pubblicamente le azioni omicide del suo sindacato.
- Slash - Slash è un cacciatore preistorico del 50.000 a.C. Fu condannato a morte dagli anziani della sua tribù che temevano che Slash avrebbe usato la sua alta intelligenza per usurparli.
- Trident - Un essere artificiale creato dagli Atlantidei nel 110 a.C. Fu ucciso da un rivale prima che potesse competere nella partita finale di un torneo di gladiatori. Di conseguenza, l'Impero Romano bandì la sua razza in mare dove alla fine furono spazzati via.
- Xavier - Xavier Pendragon era uno studente di alchimia dal 1692 d.C. Fu giustiziato con una falsa accusa di stregoneria durante i processi alle streghe di Salem.

L'Eternal Champion appare come un boss non giocabile.

## Sviluppo
Sebbene sia accreditato solo all'interno del gioco come "ringraziamento speciale", il veterano artista di fumetti Ernie Chan ha creato gran parte dei disegni e delle illustrazioni dei personaggi per il gioco.

## Legacy
Il gioco ha avuto:
Un Sequel chiamato Eternal Champions: Challenge from the Dark Side
Due Spin-off chiamati: Chicago Syndicate (con protagonista Larcen) e X-Perts (con protagonista Shadow)
Ed è stato aggiunto un download del gioco nel Wii's Virtual Console il 3 dicembre 2007 e incluso con il Sega Genesis Mini MicroConsole pubblicato nel 2019.

## Accoglienza
Sebbene Eternal Champions abbia registrato forti vendite si pensava di fare un terzo gioco ma alla fine è stato cancellato e poi Sega non ha prodotto alcun nuovo prodotto per il franchising negli anni seguenti. L'intera serie era stato assente dalle raccolte di Sega Genesis giochi che sono stati rilasciati su diverse piattaforme nel corso degli anni, fino a quando la prima voce ha visto un rilascio su Steam il 13 settembre 2010. 

## Influenze
L'album E 1999 Eternal, del gruppo rap Bone Thugs-N-Harmony, è stato vagamente ispirato al videogioco, non solo nel titolo, ma anche per quanto riguarda l'uso di campioni, come il tema del bios dei personaggi per "Eternal", e il tema del finale cattivo che è alla base dell'originale Tha Crossroads, che sarebbe poi stato remixato, diventando il più grande singolo del gruppo, facendo guadagnare a loro un Grammy. L'album è stato pubblicato con grande successo, vendendo 10 milioni di copie in tutto il mondo ed è considerato il "capolavoro" di lunga data del gruppo.